# Bentornati a casa ragazzi
Bentornati a casa ragazzi (Welcome Home Soldier Boys) è un film drammatico statunitense del 1971, diretto da Richard Compton. Nel cast figurano Joe Don Baker, Alan Vint, Paul Koslo, Geoffrey Lewis, Jennifer Billingsley e Billy Green Bush.

## Trama
La guerra del Vietnam volge alla sua conclusione con la disfatta americana. Quattro giovani, terminato il servizio di leva, si apprestano a reinserirsi nella società civile. Come per tutti i reduci, l'impresa non è delle più facili. Mal tollerati dai concittadini, vengono continuamente provocati, fino a subire delle vere e proprie aggressioni. Per vendetta, sequestrano e violentano una ragazza e danno fuoco alla loro cittadina.